# Sigmundsherberg
Sigmundsherberg je městys v Rakousku ve spolkové zemi Dolní Rakousy v okrese Horn. Žije v něm 1 661 obyvatel (podle sčítání z roku 2016).

## Poloha
Sigmundsherberg se nachází v severní části spolkové země Dolní Rakousy v regionu Waldviertel. Leží asi 7 km severovýchodně od okresního města Horn. Prochází jím silnice B45, která vede přes Sigmundsherberg z Hornu do Pulkau. Rozloha území městysu činí 47,96 km2, z nichž 28,5% je zalesněných.

### Členění
Území městyse Sigmundsherberg se skládá z devíti částí:
- Brugg
- Kainrath
- Missingdorf
- Rodingersdorf
- Röhrawiesen
- Sigmundsherberg
- Theras
- Therasburg
- Walkenstein

## Historie
První písemná zmínka pochází z roku 1302. Jedna pověst praví, že císař Zikmund při lovu ve zdejších lesích zbloudil. Místní chudí rolníci jej přátelsky přijali a následující ráno jim císař řekl, aby se vesnice od té doby nazývala Sigmundsherberg. V roce 1425 městys zdevastovali Husité a mezi lety 1619 a 1620, když tudy projížděla císařská vojska z Vídně do Čech, je napodobili vojáci.
Od roku 1867 tudy vede Dráha císaře Františka Josefa, která přinesla do místa další rozvoj. Během první světové války byl v Sigmundsherbergu postaven největší zajatecký tábor na území tehdejšího Rakouska-Uherska. Bylo tu uvězněno kolem 40 000 vojáků a 1 400 důstojníků. Po ukončení války tábor rozpustili a dnes po něm zbyla jen kaplička.
Mezi pozoruhodnosti Sigmundsherbergu patří i farní kostel sv. Kryštofa z roku 1937, poutní kostel Povýšení Svatého Kříže datovaný z roku 1112 v Therasu. V roce 1987 bylo v městysu otevřeno železniční muzeum.

## Politika

### Starostové
- 1920–1923: Josef Bachmaier
- 1923–1934: Anton Huber
- 1934–1938: Franz Stift
- 1938–1945: Franz Siegert
- 1945–1962: Josef Gassner (SPÖ)
- 1962–1986: Ernest Schmid
- 1986–2005: Josef Waldher
- od roku 2005: Franz Göd (ÖVP)

## Pozoruhodnosti
- Zřícenina Neudegg
- Zámek Walkenstein
- Farní kostel sv. Kryštofa v Sigmundsherbergu
- Farní kostel Povýšení Svatého Kříže v Theras
- Farní kostel sv. Markéty ve Walkensteinu
- Kostel sv. Vavřince v Rodingersdorfu
- Muzeum železnice v Sigmundsherbergu
- Muzeum motocyklů v Sigmundsherbergu
- Muzeum automobilových veteránů v Sigmundsherbergu

## Fotogalerie

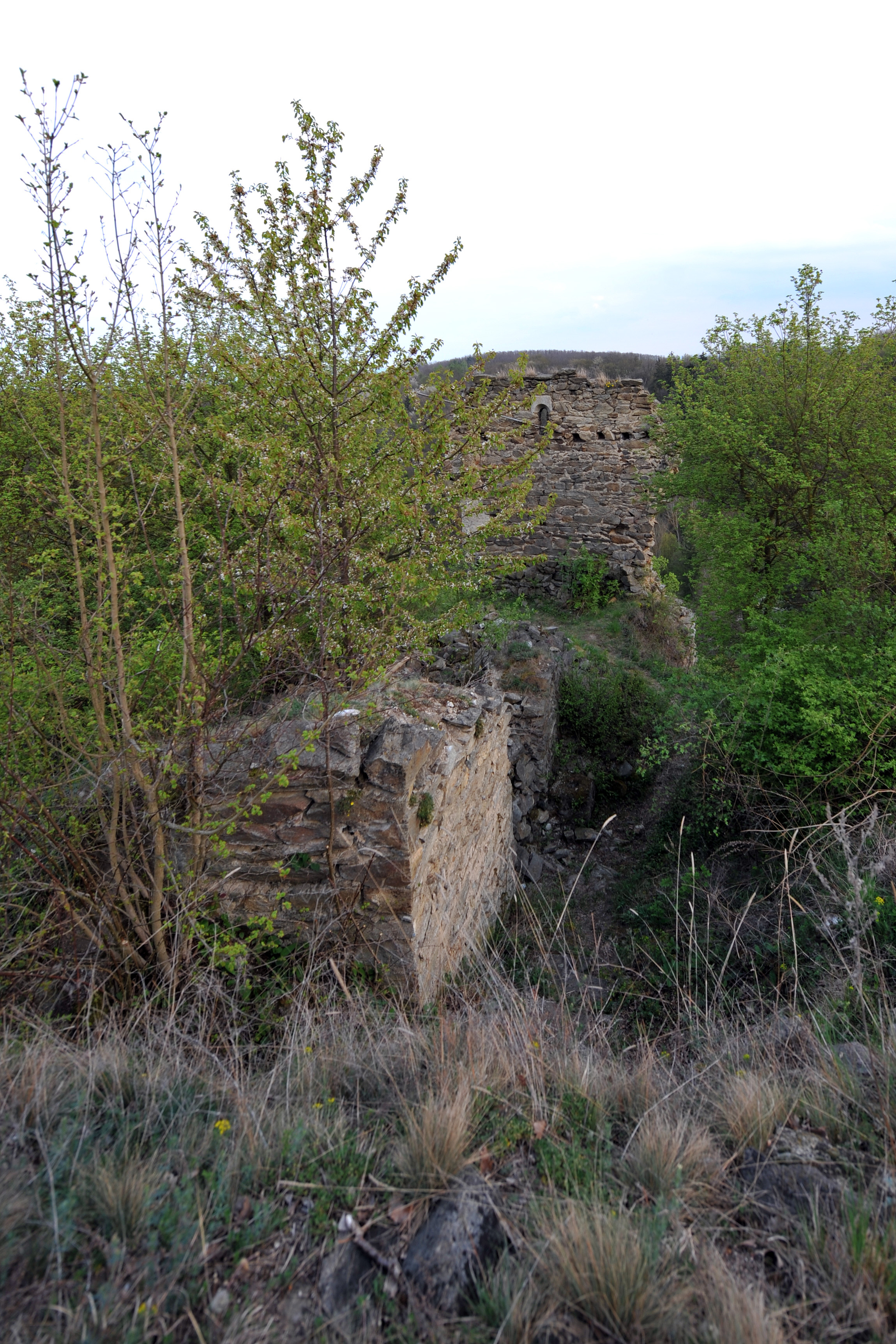
Zřícenina Neudegg
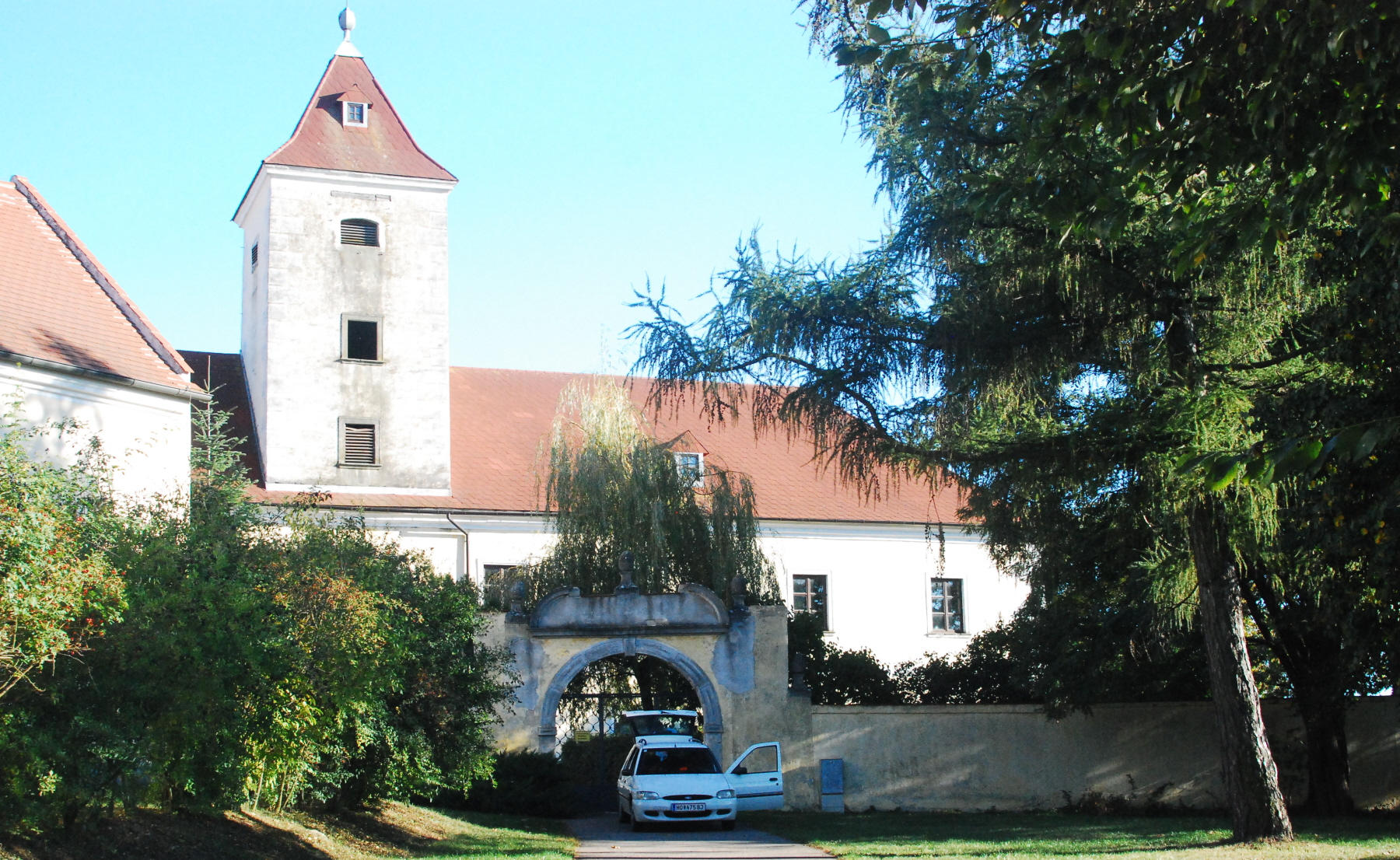
Zámek Walkenstein
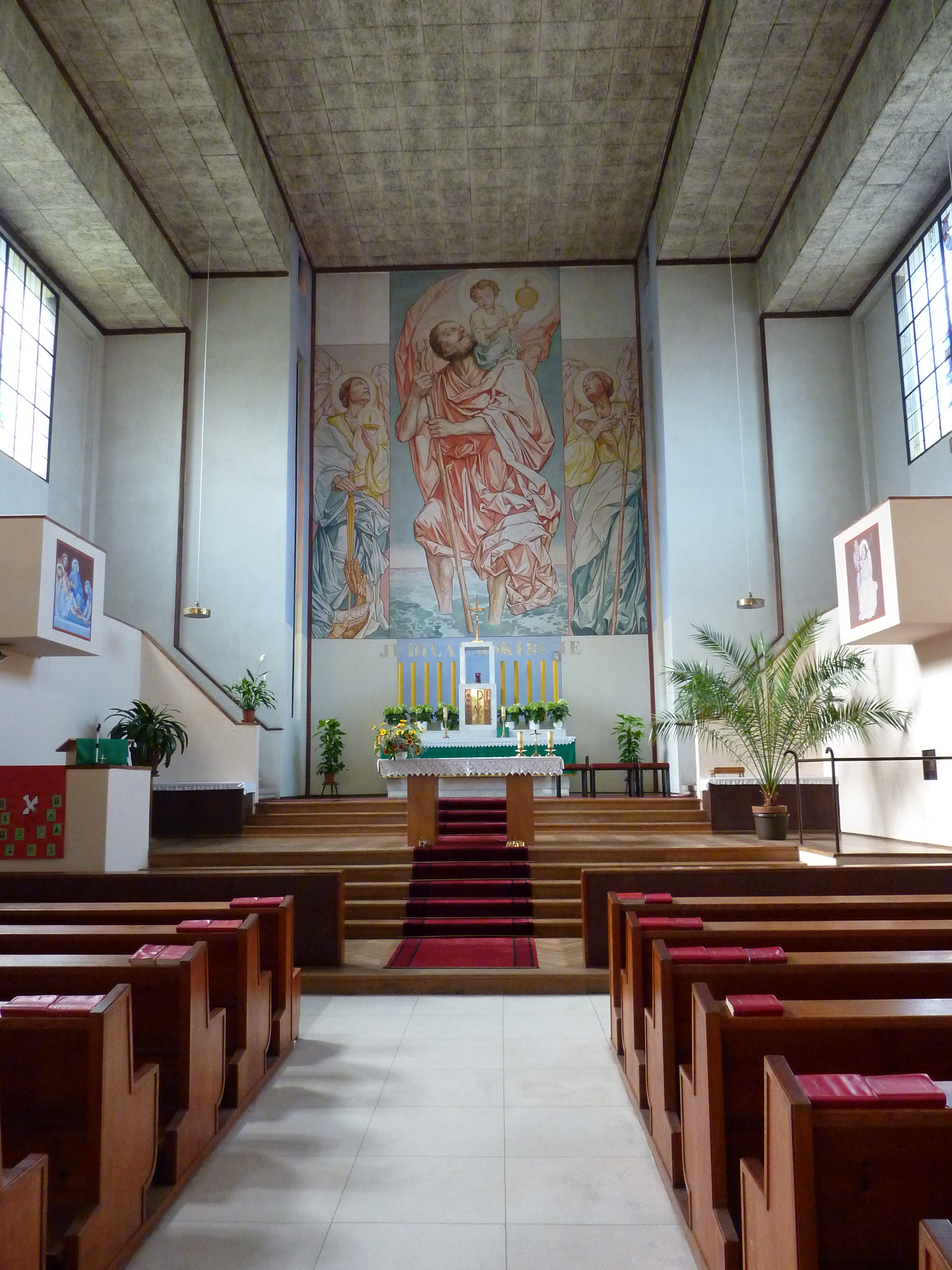
Farní kostel sv. Kryštofa v Sigmundsherbrergu (interiér)
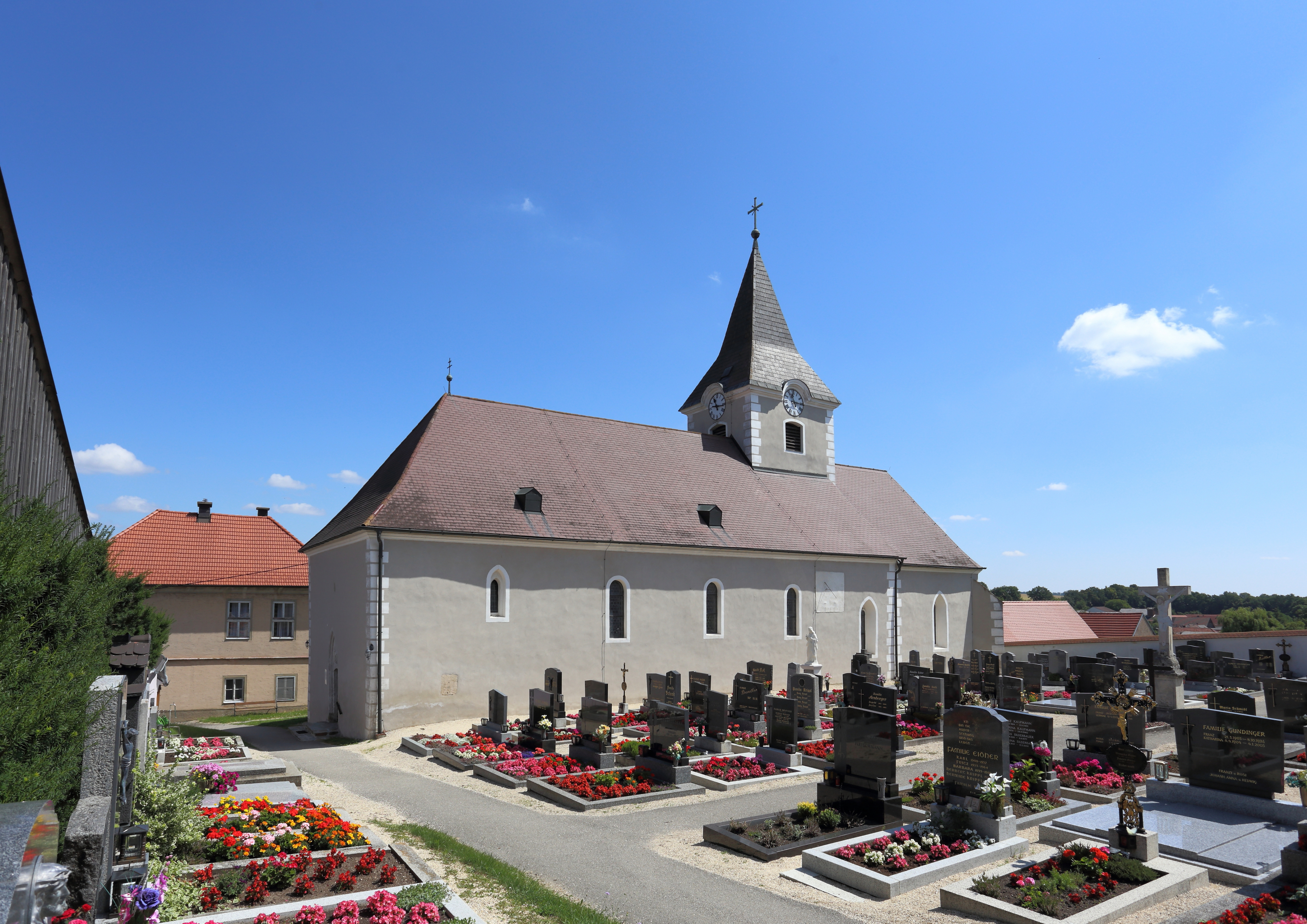
Farní kostel povýšení sv. Kříže v Theras
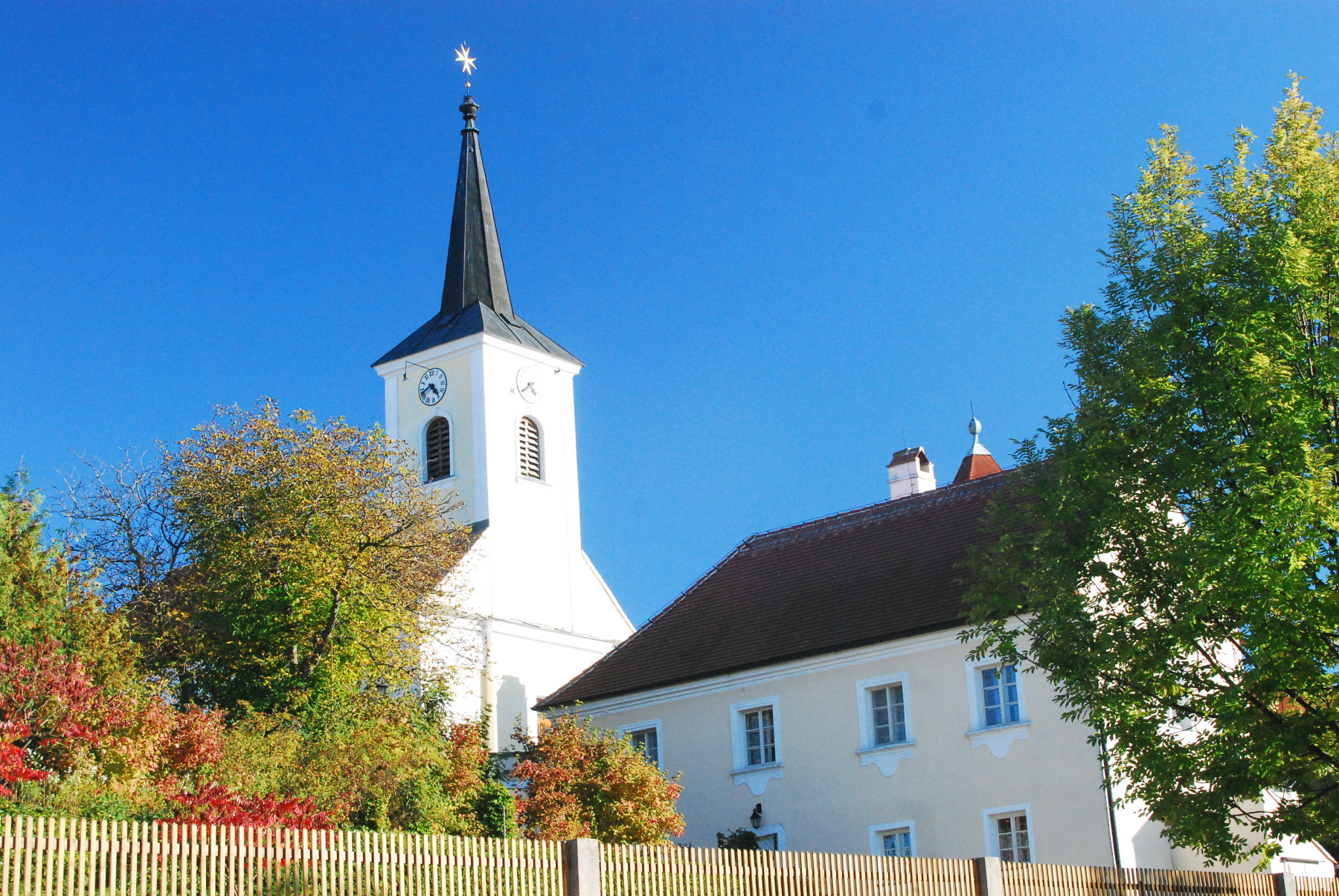
Kostel sv. Markéty s farou ve Walkensteinu
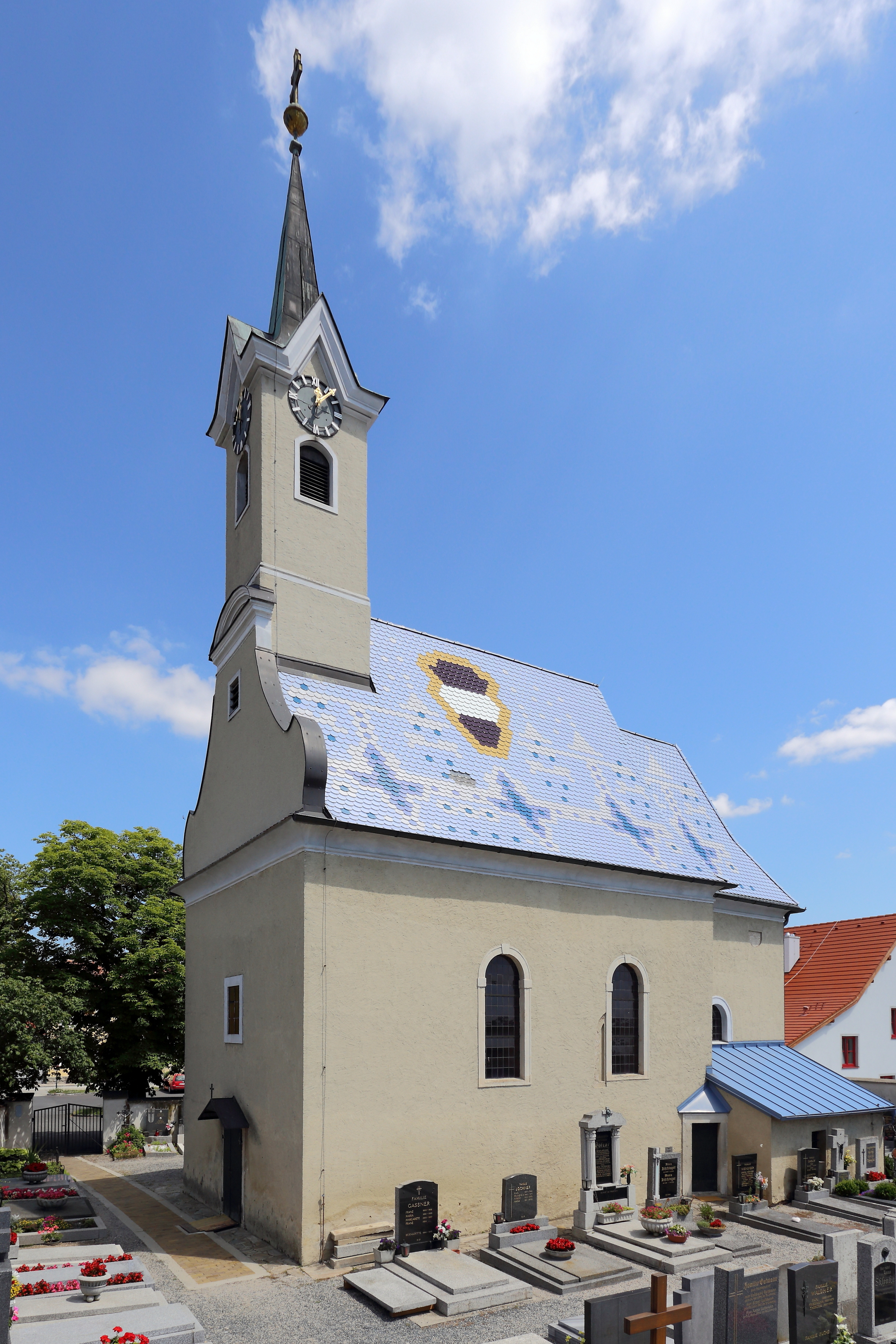
Kostel sv. Vavřince v Rodingersdorfu
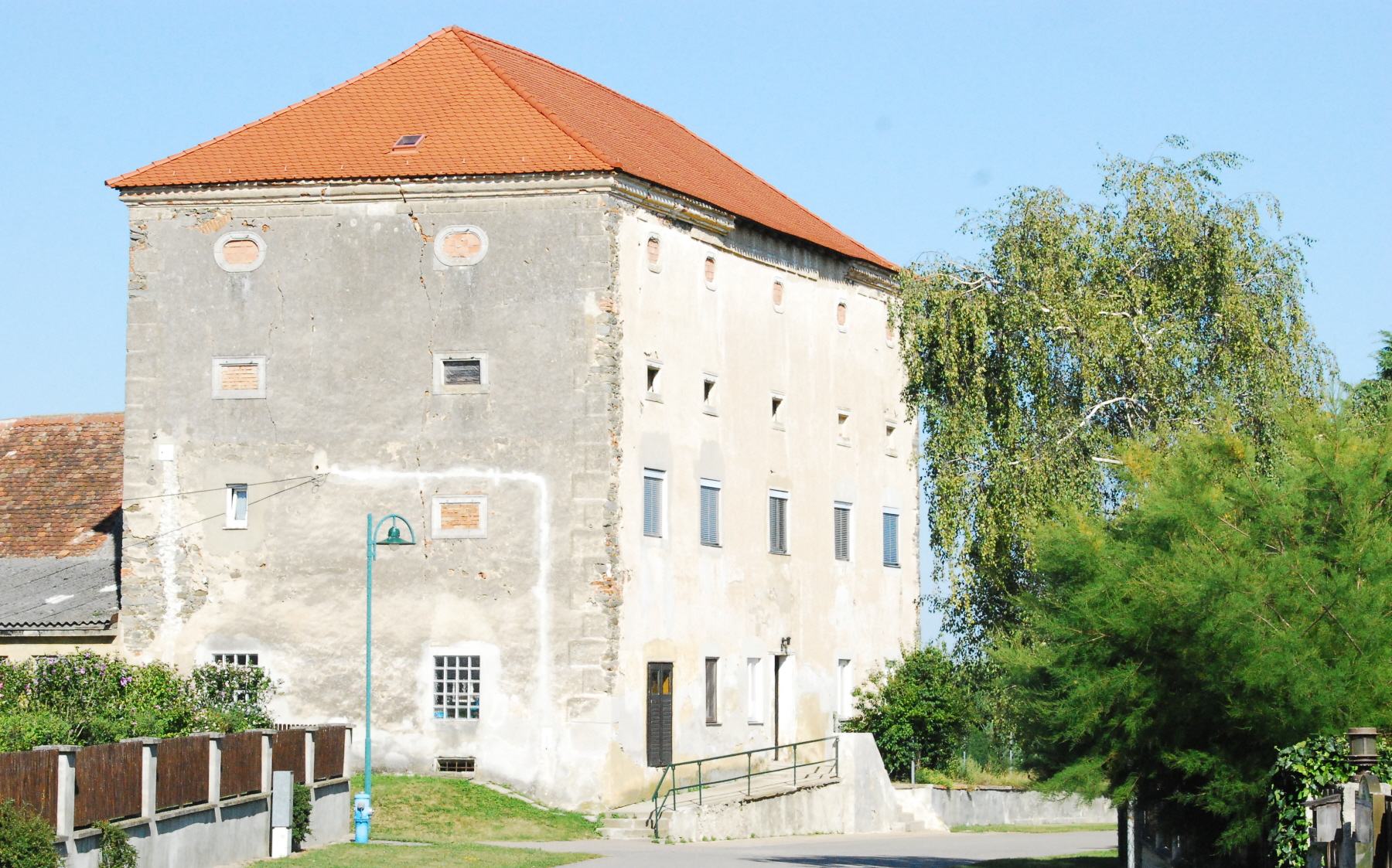
Sýpka v Missingdorfu
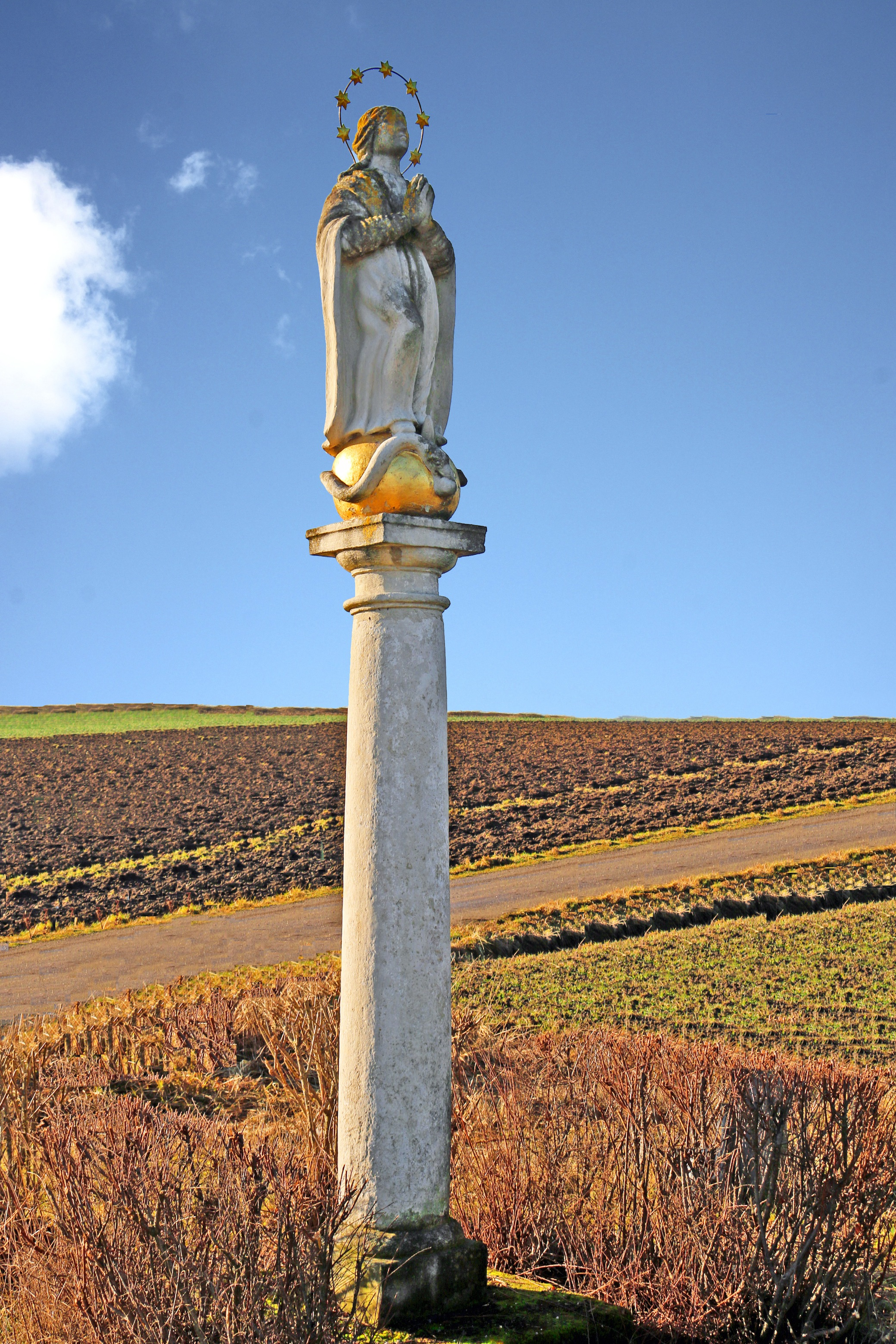
Socha Panny Marie Neposkvrněné u Bruggu